# Kluknava
Kluknava este o comună slovacă, aflată în districtul Gelnica din regiunea Košice. Localitatea se află la altitudinea de 356 m deasupra n.m., se întinde pe o suprafață de 33,95 km2 și în 2017 număra 1.575 de locuitori.

## Istoric
Localitatea Kluknava este atestată documentar din 1304.

## Demografie
| An:                | 1994 | 2004   | 2014   | 2024   |
| ------------------ | ---- | ------ | ------ | ------ |
| Număr de persoane: | 1757 | 1642   | 1590   | 1530   |
| Diferență:         |      | −6,54% | −3,16% | −3,77% |

| An:                | 2023 | 2024   |
| ------------------ | ---- | ------ |
| Număr de persoane: | 1525 | 1530   |
| Diferență:         |      | +0,32% |